# Тест-пилот
Тест-пилот е пилот, занимаващ се с изпитания на нови модели автомобили или самолети.
Във Формула 1 се занимава с тестова работа на екипите. При нужда заменя контузен титулярен пилот. От 2004 година тест-пилота може да тества в петъчните тренировки на самото Гранд-при.